# Przestrzeń okołonaczyniowa
Przestrzeń okołonaczyniowa, przestrzeń Virchowa-Robina (łac. spatium perivasculare) – kanalik wypełniony płynem otaczający małe naczynia krwionośne znajdujące się w mózgu, pełniący funkcje podobne do naczynia limfatycznego. Powiększenie tych przestrzeni widoczne w MRI może występować u pacjentów z nadciśnieniem tętniczym, otępieniem, udarem mózgu lub u osób starszych.
Nazwa eponimiczna upamiętnia niemieckiego patologa Rudolfa Virchowa i francuskiego histologa Charlesa Philippe’a Robina.